# Sylvia Manas
Sylvia Manas (* 1948; † 6. Oktober 1977) war eine österreichische Schauspielerin.

## Leben
Manas spielte in bekannten Serien wie Derrick und in Literaturverfilmungen, etwa Das Gebell von Ingeborg Bachmann. Sie war mit dem österreichischen Schauspieler Heinz Ehrenfreund verheiratet, von dem sie sich nach Jahren scheiden ließ. Bis zu ihrem Tod war sie mit dem Regisseur und Drehbuchautor Dieter Wedel zusammen. Bei der Anreise zu der Live-Sendung der Spielshow Dalli-Dalli, zu der sie als Kandidatin geladen war, verunglückte Manas tödlich. Ihre letzte Ruhestätte befindet sich auf dem Hernalser Friedhof in Wien.

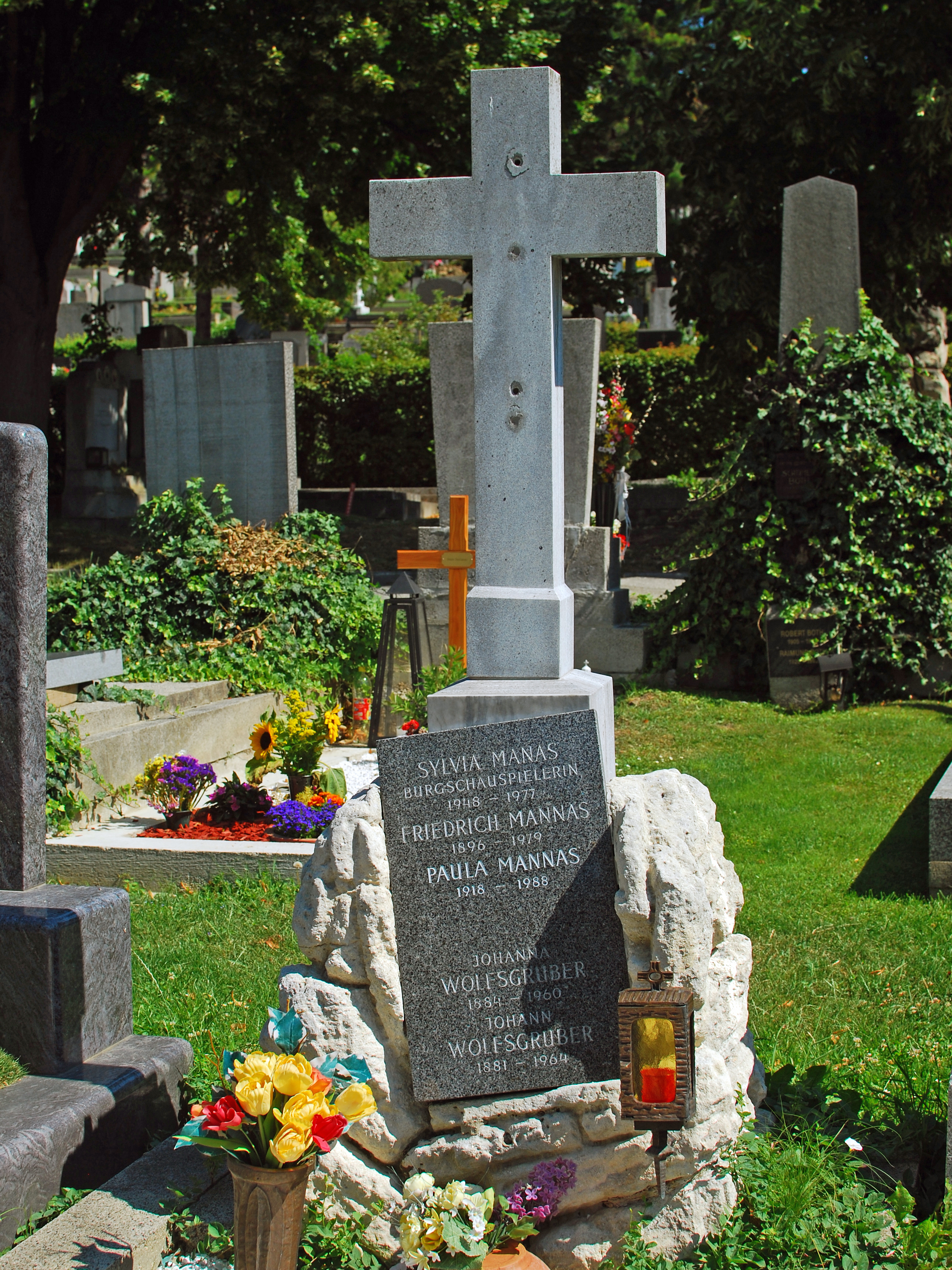
Grabstätte von Sylvia Manas

## Sylvia-Manas-Preis
Zum Gedenken an die Schauspielerin gab es für mehrere Jahre den Sylvia-Manas-Preis für schauspielerische Leistungen. Er wurde ab 1978 einmal jährlich, im November, an eine junge österreichische Schauspielerin verliehen. Die Altersgrenze war 30 Jahre. Die Jury bestand aus mehreren Theaterdirektoren und Theaterschaffenden, welche sich Vorstellungen in Wien und den Bundesländern anschauten, um ihre Auswahl zu treffen. Der Preis war mit 30.000 Schilling dotiert. Preisträgerinnen waren unter anderem Josefin Platt, Elfriede Schüsseleder und Ulli Maier. Laudatoren waren unter anderem Rudolf Noelte und Gerhard Tötschinger.

## Filmografie
- 1969: Zeitvertreib (Fernsehfilm)
- 1970: Zug fährt Wiental (Fernsehfilm)
- 1971: Wenn der Vater mit dem Sohne (Fernsehserie)
- 1974: Hallo – Hotel Sacher … Portier! (Fernsehserie)
- 1975: Leonce und Lena (Fernsehfilm)
- 1975: Change
- 1976: Halbzeit (Fernsehserie)
- 1976: Die Elixiere des Teufels
- 1976: Das Gebell (Fernsehfilm)
- 1976: Jeder stirbt für sich allein
- 1976: Derrick – Tod der Kolibris (Fernsehserie)
- 1977: Ein Glas Wasser (Fernsehfilm)
- 1978: Mittags auf dem Roten Platz (Fernsehserie)

## Hörspiele (Auswahl)
- 1972: Romain Rolland: Peter und Lutz (Lutz) – Bearbeitung und Regie: Klaus Gmeiner (Hörspielbearbeitung –  ORF)